# Équipe de Nouvelle-Zélande de rugby à XV
Vous lisez un « article de qualité » labellisé en 2007.  Il fait partie d'un « bon thème » labellisé en 2010.
Cet article traite de l'équipe masculine. Pour l'équipe féminine, voir Équipe de Nouvelle-Zélande féminine de rugby à XV.
L'équipe de Nouvelle-Zélande de rugby à XV, surnommée les All Blacks, est l'équipe qui représente la Nouvelle-Zélande dans les principales compétitions internationales de rugby à XV. D'autres sélections représentent la Nouvelle-Zélande lors de compétitions moins importantes de rugby à XV, c'est le cas notamment des Junior All Blacks qui est l'équipe réserve des All Blacks. Elle est considérée comme la meilleure sélection nationale au monde du fait de son palmarès. De novembre 2009 jusqu'en août 2019, elle occupe sans discontinuer la première place au classement des équipes nationales de rugby.
Le rugby à XV est le sport le plus populaire de Nouvelle-Zélande, il attire principalement les meilleurs sportifs du pays et aussi ceux des îles voisines de l'Océanie. Les All Blacks disputent chaque année le Rugby Championship contre les équipes d'Australie, d'Afrique du Sud et d'Argentine. Ils effectuent aussi régulièrement des tournées pour se confronter aux équipes européennes et rencontrent ces équipes tous les quatre ans lors de la Coupe du monde de rugby à XV. Enfin, tous les douze ans depuis 1993, les sélections britannique et irlandaise font leur tournée dans l'archipel du « long nuage blanc ».
Les All Blacks sont régulièrement favoris pour remporter la Coupe du monde de rugby, ils sont les seuls avec les Springboks à compter trois titres, remportés en 1987, en 2011 et en 2015, devenant à cette occasion la première équipe à conserver le trophée mondial. Ils ont un palmarès inégalé dans le rugby à XV avec un fort pourcentage de victoires en test-matchs. Leur premier succès est acquis dès 1903 contre l’équipe d’Australie et c'est face à cette formation, le 22 octobre 2016, qu'ils établissent un nouveau record de dix-huit victoires consécutives. Ils sont aussi connus pour leur tenue tout en noir ornée d'une fougère argentée et leur « chant de guerre », le fameux haka, qu’ils interprètent avant chaque match.
Le terme All Blacks ne désigne normalement que l'équipe masculine, le surnom de l'équipe féminine, également très titrée au niveau mondial, est Black Ferns (Fougères noires, en anglais).

## Histoire

### Introduction du rugby en Nouvelle-Zélande

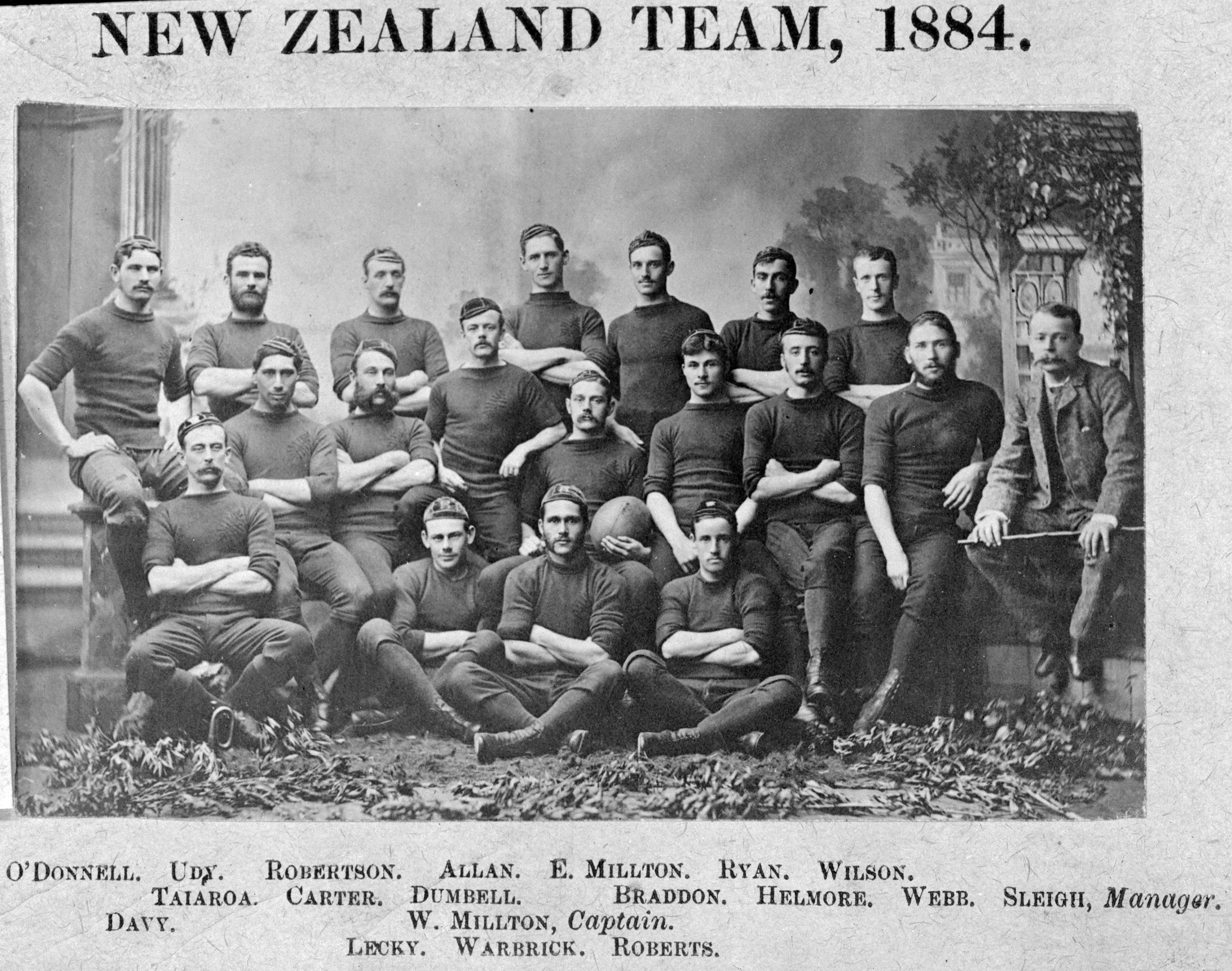
L'équipe néo-zélandaise de 1884.

Le rugby est introduit en Nouvelle-Zélande par Charles John Monro à la fin des années 1860. Monro avait découvert le rugby pendant ses études au Christ’s College Finchley, en Angleterre. Le premier match de rugby en Nouvelle-Zélande se déroule le 12 septembre 1870, il oppose les équipes de Nelson et de Wellington dans la ville de Petone. La première fédération néo-zélandaise, la Canterbury Rugby Football Union, est créée en 1879.

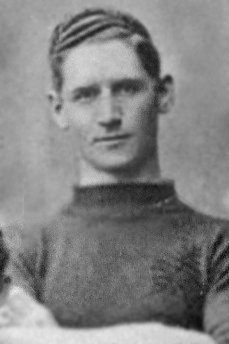
James Allan, joueur All Black no 1 en 1884

Les équipes de clubs néo-zélandais disputent leurs premiers matches internationaux en 1882 à l’occasion de la tournée en Nouvelle-Zélande de l’équipe australienne de la Southern Rugby Union (l’actuelle New South Wales Rugby Union). L’équipe visiteuse joue contre des clubs d’Auckland à deux reprises, puis deux fois contre Wellington et une fois contre Canterbury, Otago & West Coast et North Island. Les Australiens remportent quatre matchs et perdent trois fois. En 1884, une équipe de Nouvelle-Zélande fait pour la première fois une tournée à l’étranger, en Nouvelle-Galles du Sud, elle joue huit matches et les remporte tous.
La première tournée d’une équipe britannique en Nouvelle-Zélande a lieu en 1888, les Lions britanniques jouent en Australie et en Nouvelle-Zélande . Cette tournée des Lions est organisée par deux joueurs de cricket, Arthur Shrewsbury et Alfred Shaw, qui recrutent principalement des joueurs du Nord de l’Angleterre et de l’Écosse. Cette tournée n’a pas le soutien de la fédération anglaise car l’organisation de la tournée est faite par des entrepreneurs privés, en contradiction avec la règle d’amateurisme imposée par la fédération anglaise, et de ce fait aucun test n’est disputé.

### Premières compétitions internationales

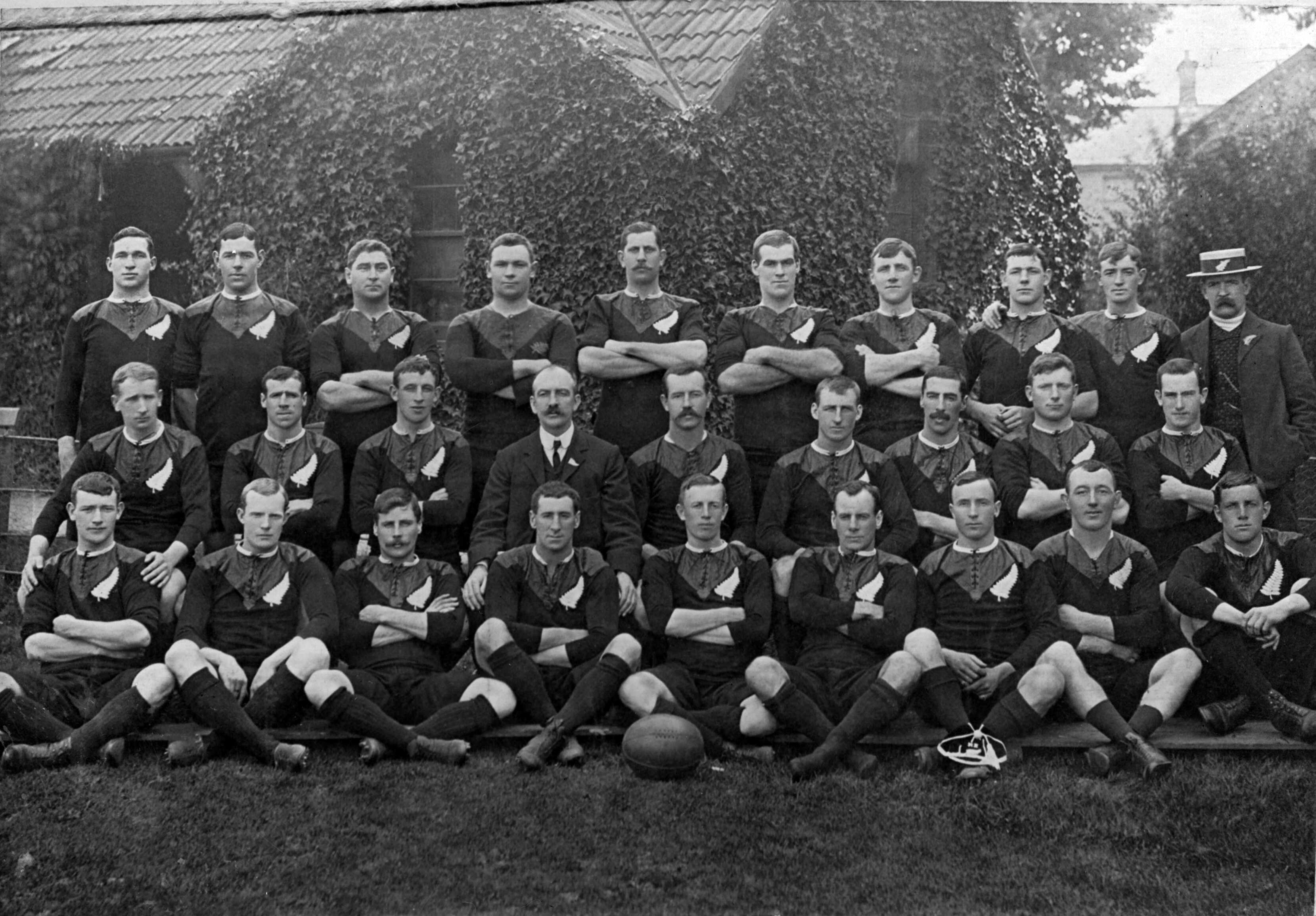
Les Originals, premiers All Blacks.

La New Zealand Rugby Football Union (NZRU) est formée en 1892, avec l’absence significative de représentants de Canterbury, Otago et Southland qui n’acceptent pas le point du règlement qui exige que les membres doivent résider à Wellington pour faire partie de la NZRU. L’unification au sein de la NZRU est réalisée dans les trois ans qui suivent.
Le premier match officiel de la Nouvelle-Zélande a lieu en Nouvelle Galles du Sud (New South Wales) en juin 1893. Son premier match international à domicile a lieu en 1894, la Nouvelle-Zélande perd ce match par 8 à 6 contre New South Wales,.

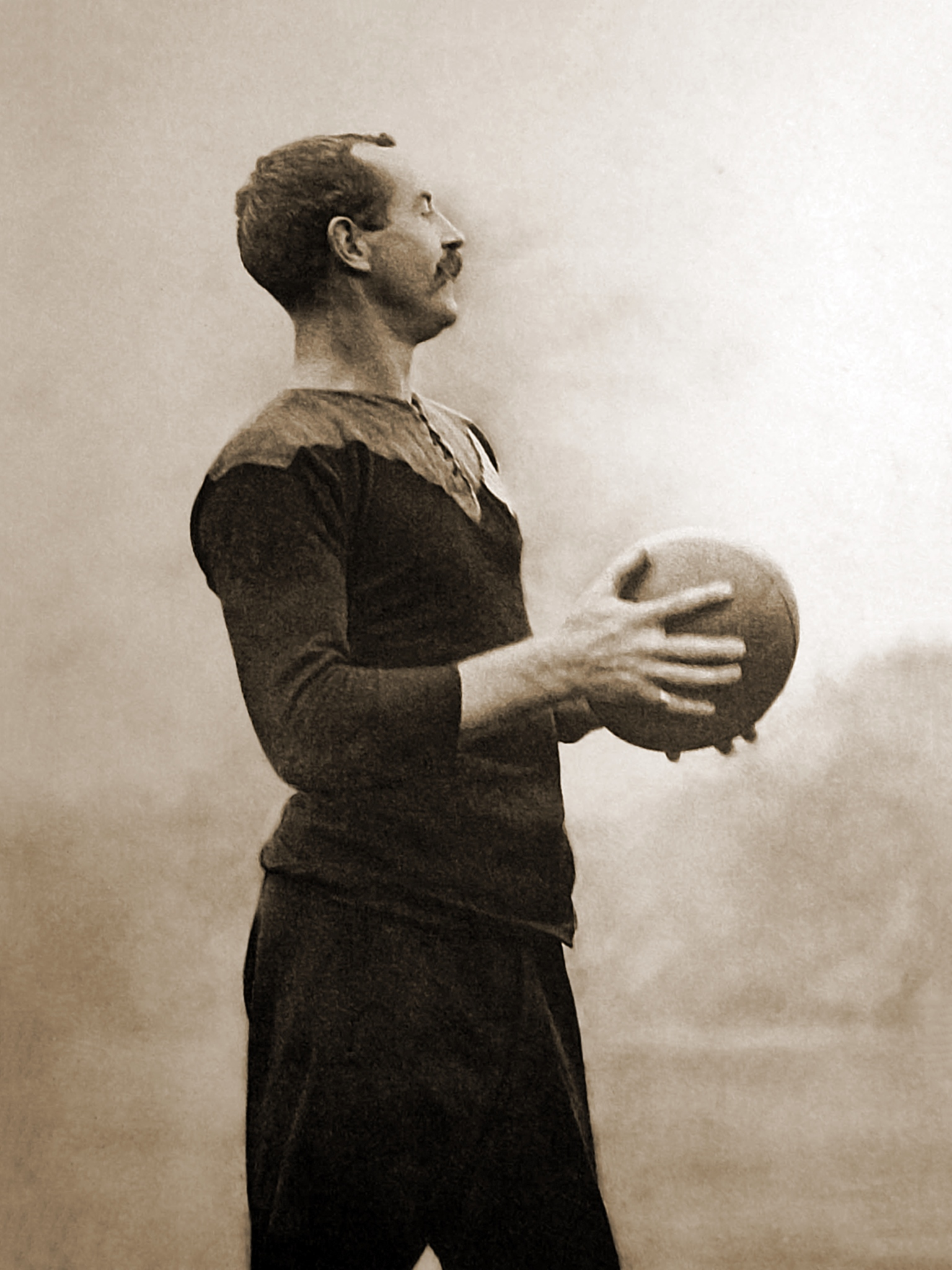
Dave Gallaher en 1905.

Le premier test-match joué par la Nouvelle-Zélande se déroule le 15 août 1903 contre l’équipe d’Australie au Sydney Cricket Ground, les Néo-Zélandais l’emportent par 22 à 3.
Une équipe représentant la Nouvelle-Zélande fait une tournée en Grande-Bretagne en 1905 sous la direction de George Henry Dixon, elle est appelée les Originals. Le terme All Blacks est utilisé pour la première fois à cette occasion, à la suite de ce qui aurait été une erreur d'imprimerie ! Un journaliste du Daily Mail se serait exclamé « They are all backs! » (ils sont tous des arrières !) pour souligner la qualité du jeu à la main des avants, et le résultat aurait donné « They are all blacks ! » (ils sont tous noirs) dans les pages du journal. Toutefois, il semblerait qu’aucun journal anglais de la période 1905-1906 ne contienne une telle erreur typographique, et cette théorie est aujourd’hui généralement rejetée. La tournée est un succès pour les Originals qui ne perdent qu’une fois contre le pays de Galles à Cardiff, par 3 à 0. La victoire des Gallois est contestée en Nouvelle-Zélande, un essai néo-zélandais qui a été refusé aurait conduit à un match nul 3 partout.
C'est également lors de cette tournée que l'équipe de Nouvelle-Zélande affronte la France et la domine 38 à 8 pour ce qui sera le premier match officiel de l'équipe de France de rugby à XV, le 1er janvier 1906 dans l'ancien Parc des Princes, devant 3 000 spectateurs.
Le premier test-match contre les Lions britanniques a lieu en 1908, les Lions étaient alors appelés les Anglo-Welsh car l’équipe était composée uniquement de joueurs anglais et gallois. Les All Blacks remportent les deux test-matchs.

### Le début de la légende desAll Blacks
La rivalité entre les All Blacks et l’équipe d’Afrique du Sud (les Springboks) commence en 1921 à l’occasion d’une tournée des Springboks en Nouvelle-Zélande. Cette première confrontation se conclut sur une égalité entre les deux équipes (une victoire, une défaite et un match nul). La rivalité entre All Blacks et Springboks se poursuit aujourd’hui avec les trois rencontres annuelles du Tri-nations (devenu The Rugby Championship avec l'entrée de l'Argentine en 2012).
Ce n’est qu’en 1924 que les All Blacks reviennent en Europe. L’équipe est alors appelée les Invincibles, car elle réussit l’exploit de remporter tous les matches de sa tournée. Ils auraient pu réaliser un Grand Chelem au Royaume-Uni mais l’équipe d’Écosse a refusé de les rencontrer, prétextant un différend sur les dépenses.
Les All Blacks font leur première tournée en Afrique du Sud en 1928. Cette tournée se solde par une égalité entre les deux équipes. Les Néo-Zélandais perdent à Durban (0-17) et à Port Elizabeth (6-11) mais l’emportent à Johannesbourg (7-6) et au Cap (13-5). Le bilan des All Blacks est globalement positif avec cinq défaites seulement en 23 rencontres contre les Springboks ou des équipes des provinces sud-africaines.
La première véritable équipe des Lions fait sa première tournée en Nouvelle-Zélande en 1930, la série est remportée par les All Blacks (trois victoires, une défaite). Les Lions remportent la première rencontre à Dunedin mais les All Blacks prennent leur revanche lors des trois matches suivants.
Les All Blacks font une longue tournée de septembre 1935 à janvier 1936 qui les amène successivement dans les îles britanniques puis au Canada. Leur bilan est positif puisqu’ils remportent 26 matches en 30 rencontres. Ils font un match nul et subissent trois défaites dont deux en test-match contre le pays de Galles et l’Angleterre. Lors du match contre l’Angleterre, le prince russe Alexander Obolensky a contribué au succès des Anglais en marquant deux essais.
En 1937, les Springboks remportent leur série contre les All Blacks (2-1) lors d’une tournée en Nouvelle-Zélande. Les All Blacks remportent le premier test-match mais s’inclinent lors des deux suivants. Ils ont affaire à forte partie car cette équipe d’Afrique du Sud de 1937 est parfois décrite comme la meilleure qui ait joué en Nouvelle-Zélande.

### La période 1947-1986
Les All Blacks jouent à nouveau contre les Springboks en 1949 lors d’une tournée en Afrique du Sud. Fait inhabituel, l’équipe des All Blacks perd deux test-matchs le même jour (3 septembre), une équipe perdant contre les Springboks à Durban et une autre équipe représentant aussi la Nouvelle-Zélande contre l’Australie à Wellington,. Cette année-là, la Nouvelle-Zélande perd aussi son deuxième test-match contre les Wallabies (équipe d’Australie), permettant à ces derniers de remporter la Bledisloe Cup pour la première fois. C’est une année noire pour la Nouvelle-Zélande qui perd ses quatre test-matchs contre les Springboks. Les All Blacks prennent leur revanche contre les Springboks en 1956 (trois victoires, une défaite) et remportent leur première série contre ces derniers. Les All Blacks font débuter un très grand buteur, Don Clarke, qui marque 16 des 41 points de son équipe durant cette série.
La victoire des All Blacks contre les Lions en 1959 (trois victoires, une défaite) marque le début d’une période faste pour les Néo-Zélandais. Les All Blacks dominent les Britanniques durant les années 1960 sous la conduite de joueurs légendaires comme Colin Meads, Don Clarke et Wilson Whineray. Ils manquent de peu la réalisation d’un Grand Chelem en 1964, ne faisant que match nul (0-0) contre l’Écosse. Les All Blacks remportent leurs trois test-matchs en 1967 mais n’ont pas la possibilité de jouer contre l’Irlande en raison d’une épidémie de la fièvre aphteuse dans ce pays. Ils battent aussi l’équipe de France au stade de Colombes en novembre 1967,.
Les Lions britanniques sont battus à nouveau en 1966, et il faut attendre 1971 pour qu’ils battent les Néo-Zélandais. Lors de leur tournée 1972-73 en Europe, les All Blacks remportent des succès contre les nations britanniques mais concèdent un match nul contre l’Irlande (10-10) et perdent en fin de tournée contre la France (6-13).
En 1976, deux semaines seulement avant le début des Jeux olympiques d'été de 1976 à Montréal, les All Blacks entament une tournée (en) de trois mois et de 24 matchs en Afrique du Sud, pays qui pratiquait alors la politique d'apartheid. Pour protester contre cette participation, 32 pays, principalement africains, ont décidé de boycotter ces Jeux olympiques la veille de la cérémonie d'ouverture ou dans les jours qui l'ont suivi.
Sous la conduite de leur capitaine Graham Mourie, les All Blacks réussissent un Grand Chelem en 1978. Leur succès acquis de justesse (13-12) contre les Gallois fut cependant controversé car acquis grâce à une pénalité accordée par l’arbitre en fin de match. Au cours de cette tournée, les All Blacks sont battus nettement par l’équipe du Munster (0-12) à Limerick.
La tournée des Springboks de 1981 en Nouvelle-Zélande est marquée par des mouvements de protestation contre la politique d’apartheid de l’Afrique du Sud,. Les Springboks font cette tournée à l’invitation de la fédération néo-zélandaise, le gouvernement ne s’y oppose pas sous prétexte qu’il ne faut pas mélanger sport et politique. Les All Blacks remportent cette série (deux victoires, une défaite), mais cette tournée reste dans les mémoires comme celle de la violence dans les villes et des matches annulés.
La tournée en Afrique du Sud de 1986 est annulée à la suite d’une action en justice de la part des opposants à cette tournée qui ont démontré qu’elle était contraire au règlement de la fédération néo-zélandaise NZRU. Une tournée non officielle est cependant effectuée par une équipe appelée les Cavaliers et qui comprend de nombreux All Blacks. Les joueurs des Cavaliers sont suspendus à leur retour en Nouvelle-Zélande.

### 1987-1995: période des trois premières Coupes du monde
La première Coupe du monde de rugby à XV en 1987 est coorganisée par la Nouvelle-Zélande et l’Australie. Les All Blacks la remportent après avoir battu la France en finale (29-9). Ils survolent cette édition en ne concédant que 52 points et en marquant 43 essais en six rencontres.
Les All Blacks confirment leur suprématie en 1988 en battant à domicile les Wallabies (deux victoires et un match nul), à l’occasion d’une tournée en Australie dont ils reviennent invaincus (douze victoires, un match nul). Grant Fox est le meilleur réalisateur néo-zélandais de la tournée avec 119 points.
L’année 1989 est encore meilleure pour les All Blacks qui remportent les 19 matches qu’ils disputent, avec des victoires contre les équipes de France, d’Irlande, du pays de Galles et d’Australie. Lors de la tournée en Europe des All Blacks, Grant Fox est à nouveau le meilleur réalisateur néo-zélandais, grâce à ses talents de buteur, avec Frano Botica et John Gallagher.
Les All Blacks font une tournée en France en octobre et novembre 1990 afin de préparer la Coupe du monde de 1991. Ils remportent leurs deux test-matchs contre les Français et six matchs de semaine mais de manière surprenante sont battus par deux sélections régionales de Provence-Côte d’Azur et de Côte basque-Landes. Ils perdent également contre les Barbarians français à La Rochelle.
Ces contre-performances annoncent l’échec à la Coupe du monde de 1991. Elle se passe assez mal pour les All Blacks qui ont de la difficulté à battre les Anglais et les Italiens pendant la phase de poule et qui sont battus par les Australiens en demi-finale (6-16). Les Néo-Zélandais terminent troisièmes de l’épreuve, remportant cinq de leurs six rencontres. Grant Fox est le meilleur réalisateur des All Blacks (44 points), John Timu et Terry Wright sont les meilleurs marqueurs d’essais néo-zélandais, avec seulement trois essais. Les Australiens, qui ont remporté la Coupe du monde en 1991, confirment leur suprématie vis-à-vis des All Blacks en les battant par deux fois en 1992 (les All Blacks perdent aussi contre l’équipe de Sydney), mais battent les Springboks en Afrique du Sud.
L’année 1993 est plus favorable aux All Blacks qui battent notamment les Lions (deux victoires, une défaite) mais s’inclinent contre les Anglais à Twickenham. L’équipe est alors en reconstruction, en vue de la Coupe du monde de 1995, ce qui n’est pas sans difficulté : les All Blacks concèdent deux défaites à domicile contre la France en 1994, à Christchurch et à Auckland, et perdent leur seule rencontre contre l’Australie, bien qu’ils comptent dans leurs rangs deux ailiers de renom : John Kirwan et Jonah Lomu.
Les All Blacks sont à nouveau favoris pour l’édition de 1995. Ils remportent facilement leur poule puis éliminent l’Écosse en quart de finale et l’Angleterre en demi-finale, dans laquelle Jonah Lomu se met en évidence en marquant quatre essais. Les Néo-Zélandais s’inclinent de peu en finale contre les Springboks (12-15) au terme d’un match très disputé au cours duquel aucun essai n’est marqué. Andrew Mehrtens est le meilleur réalisateur néo-zélandais (84 points), Marc Ellis et Jonah Lomu sont les meilleurs marqueurs d’essais avec sept essais chacun.

### Période professionnelle
Le rugby se professionnalise en 1995. Les trois nations principales de l’hémisphère Sud dans le domaine du rugby se regroupent et forment SANZAR qui est chargé de vendre les droits de diffusion télévisuelle des nouveaux Super 12 et Tri-nations.

#### Période 1996-2004
Les All Blacks remportent le premier Tri-nations en 1996, ce fut aussi l’occasion pour les All Blacks de gagner leur première série de test-matchs en Afrique du Sud, sous la conduite de leur entraîneur John Hart,du meilleur ailier du monde : Jonah lomu et de leur capitaine Sean Fitzpatrick. Ils remportent à nouveau le Tri-nations en 1997, 1999, 2002 et 2003, mais leurs résultats sont en dents de scie car ils terminent derniers en 1998 et échouent à deux reprises face aux Australiens en 2000 et 2001.
Leur irrégularité se confirme lors de la Coupe du monde 1999 qui commence pourtant bien pour les All Blacks avec une victoire contre l’Angleterre à Twickenham, puis contre l’Écosse en quart de finale. Cependant les All Blacks perdent ensuite en demi-finale contre l’équipe de France qui l’emporte 43 à 31 et aussi contre les Springboks 18 à 22, ce qui les fait terminer quatrième de la compétition.
Forts de plusieurs succès contre les Springboks et les Wallabies, les All Blacks sont à nouveau favoris de la coupe du monde de rugby 2003. Cette Coupe du monde est une nouvelle désillusion car s’ils battent les Springboks en quart de finale (29-9), les Néo-Zélandais s’inclinent en demi-finale contre l’Australie (10-22) et finissent à la troisième place grâce à leur victoire contre la France (40-13). Le sélectionneur John Mitchell est limogé et remplacé par Graham Henry.
La saison 2004 est mitigée pour les All Blacks avec certes des succès contre l’Angleterre (qui est en perte de vitesse) et la France (45-6), mais ils échouent dans le Tri-nations 2004.

#### Période 2005-2008
Le graphique qui aurait dû être présenté ici ne peut pas être affiché car il utilise l'ancienne extension Graph, désactivée pour des questions de sécurité. Des indications pour créer un nouveau graphique avec la nouvelle extension Chart sont disponibles ici.

Voir ou modifier les données brutes du graphique.
Classement World Rugby
Les All Blacks se reprennent en 2005 avec trois victoires en autant de tests contre les Lions,, une victoire dans le Tri-nations 2005 et un Grand Chelem réussi contre les équipes du Royaume-Uni. Ils sont logiquement désignés comme l’équipe de l’année, Graham Henry est entraîneur de l’année et l’ouvreur Daniel Carter est le joueur de rugby de l’année 2005.
La saison 2006 voit une nouvelle domination des All Blacks, ils remportent largement le Tri-nations 2006 et battent nettement la France et l’Angleterre. Comme l’année précédente, les All Blacks sont l’équipe de l’année et Graham Henry est entraîneur de l’année. C’est Richie McCaw qui est élu meilleur joueur de rugby à XV de 2006.
Les All Blacks abordent la Coupe du monde 2007 en position de grandissimes favoris. Ils survolent le premier tour et marquent 309 points en quatre matches. En quart de finale, ils perdent 20 à 18 face à l'équipe de France au Millennium Stadium de Cardiff. Cette défaite « historique » des All Blacks marque ainsi leur plus mauvais résultat en Coupe du monde.
Les Néo-Zélandais se reprennent en 2008, remportent le Tri-nations 2008 puis réalisent un grand chelem lors de leur tournée dans les îles britanniques. Ils battent successivement l'Écosse (32-6), l'Irlande (22-3), le pays de Galles (29-9) et l'Angleterre (32-6).

#### 2009-2015: l'apogée d'une génération exceptionnelle
En 2009, l'équipe de Nouvelle-Zélande perd le Trophée Dave Gallaher face à la France lors des test-matchs de juin. Bien que les deux équipes aient gagné chacun un match, 22 à 27 le 13 juin à Dunedin puis 14 à 10 le 20 juin à Wellington, le trophée est accordé à la France à la différence de points sur les deux matches. Les All Blacks terminent cette tournée le 27 juin sur une victoire de 27 à 6 sur l'Italie à Christchurch. Lors du Tri-nations 2009, les Néo-Zélandais perdent leurs trois confrontations face aux Springboks, mais gagnent leurs trois matches face aux Wallabies et conservent ainsi la Bledisloe Cup. Lors de la tournée de novembre dans l'hémisphère Nord, la Nouvelle-Zélande remporte tous ses matches face aux Gallois (12-19), aux Italiens (6-20), aux Anglais (6-19), puis s'imposent au Vélodrome face au XV de France 12 à 39 pour cinq essais marqués, et récupère ainsi le Trophée Dave Gallaher perdu cinq mois plus tôt.
L'année 2010 est une très bonne année pour les All Blacks. Ils remportent leurs trois matches de la tournée de juin face à l'Irlande (66-28) puis face au pays de Galles (42-9 puis 29-10). Lors du Tri-nations 2010, ils réussissent l'exploit de gagner tous leurs matches. Ils perdent leur seul match de l'année face à l'Australie à Hong Kong, et terminent leur année par un grand chelem réalisé lors de la tournée de novembre.
Organisatrice de la Coupe du monde 2011, elle s'impose avec facilité face aux Tonga (41-10) et au Japon (83-7). Elle défait ensuite la France (37-17) avant de clore les matches de poule en infligeant une lourde défaite au Canada (79-15). Les All Blacks ont empoché quatre bonus offensifs et accèdent aux quarts de finale sans inquiétude où ils s'imposent face à l'Argentine (33-10). Ils se qualifient ensuite pour la finale de la Coupe du monde le 16 octobre 2011 en battant l'Australie (20-6) lors de la demi-finale. La Nouvelle-Zélande remporte la compétition en battant la France (8-7).
Après ce titre mondial, Steve Hansen devient le nouvel entraîneur de la Nouvelle-Zélande. Il choisit Grant Fox comme sélectionneur. Lors de la tournée estivale, les Blacks jouent trois matches contre l'Irlande, une équipe contre laquelle ils sont invaincus. Les Blacks jouent le premier match de la tournée dans leur stade historique, l'Eden Park, stade où quelques mois plus tôt ils ont été sacrés champions du monde. Ils gagnent leur premier match avec facilité sur le score de 42-10, puis une victoire très serrée 22-19 grâce à un drop de Dan Carter à la dernière minute. Dans le dernier test-match, ils infligent à l'Irlande la plus lourde défaite de leur histoire sur le score de 60-0. L'équipe enchaîne ensuite sur la première édition du Rugby Championship avec un match d'ouverture face aux Wallabies tenants du titre. les Néo-Zélandais gagnent la rencontre sur le score de 27-19 et continuent le reste de la compétition sur le même rythme, réalisant un premier grand chelem avec six victoires en autant de matches.
Avant l'entame de leur tournée automnale 2012 de test-matches en Europe, les All Blacks réalisent un match nul contre l'Australie (18-18) dans un match comptant pour la Bledisloe Cup, les privant de record de victoires consécutives. Les All Blacks battent l'Écosse 51-22 en marquant six essais tout en en encaissant trois (les Écossais marquent leur premier essai contre les All Blacks depuis 2005) et confirment leur statut de favori. Dan Carter a marqué 21 points au cours de ce match. Les All Blacks battent par la suite l'Italie (42-10) puis le pays de Galles (33-10) signant ainsi leur vingtième match consécutif d'invincibilité. Mais cette invincibilité prend fin lors du dernier match contre les Anglais où les locaux les surclassent sur le score de 38-21, mettant ainsi fin à l'invincibilité néo-zélandaise en test-match en Europe depuis 2002 avec une dernière défaite contre cette même équipe d'Angleterre. Cette défaite est le deuxième plus gros écart de points (17) sur un match subit par les néo-zélandais (le premier datant de 1999 lors d'un match contre leurs voisins australiens sur le score de 28-7).
En 2013 les All Blacks reçoivent la France pour une série de trois test-matchs estivaux, remportant ces trois tests. Ils enchaînent sur un nouveau Rugby Championship remporté, avec six victoires en six rencontres. Après une nouvelle victoire face à l'Australie, en Blediscoe Cup, puis face au Japon, la Nouvelle-Zélande remporte ses trois tests de la tournée de novembre en Europe, face à la France, l'Angleterre et l'Irlande.
Ils sont de nouveau confronté à l'Angleterre en début de saison 2014, remportant les trois tests de la série. Lors de la première journée du Rugby Championship, ils concèdent un match nul face aux Wallabies ce qui met un terme à leur série de victoires. Ils remportent ensuite les quatre rencontres suivantes, s'assurant la victoire dans la compétition, avant de s'incliner lors de la dernière journée face aux Springboks, ce qui met un terme à une série de vingt-deux tests sans défaite. La Nouvelle-Zélande remporte ensuite une nouvelle victoire face aux Wallabies, avant de remporter les quatre rencontres disputées dans l'hémisphère nord, d'abord face aux États-Unis, puis l'Angleterre, L'Écosse et le pays de Galles.
Les All Blacks entament la Coupe du monde de 2015 sur une bonne note en terminant premiers de leur poule : après s'être laborieusement départis des Argentins (26-16), qui les mènent au score à la mi-temps (12-13), ils dominent largement leurs trois autres adversaires Namibiens (58-14), Géorgiens (43-10) et Tongiens (47-9) et se qualifient pour les quarts de finale. Après avoir balayé la France (62-13), les néo-zélandais affrontent l'Afrique du Sud en demi-finale, qu'ils parviennent à défaire au terme d'un match serré (20-18). Les All Blacks retrouvent l'Australie en finale, équipe qu'ils n'avaient jusqu'alors jamais affronté à ce stade de la compétition, pour une victoire (34-17) au terme d'un match épique et un deuxième sacre mondial consécutif, les portant à trois victoires en coupe du monde, la première équipe à avoir accompli cet exploit dans l'histoire du rugby à XV.

#### L'après 2015: une nouvelle ère
À la suite de la victoire lors de la Coupe du monde de 2015, la Nouvelle-Zélande voit partir certains de ses cadres emblématiques, notamment Dan Carter (Racing 92), Richie McCaw (retraite), Ma'a Nonu (Toulon) et Conrad Smith (Pau). Avec une équipe grandement renouvelée, la Nouvelle-Zélande gagne la série de tests matches du mois du juin 2016 contre le pays de Galles en remportant ses trois tests sur les scores de 39-21, 36-22 et 46-6.
Les All Blacks remportent le Rugby Championship 2016, assurant leur titre après seulement quatre matchs disputés pour autant de victoires, ce qui les met hors de portée de leurs adversaires avant les deux dernières journées du tournoi. Après deux nouvelles victoires à l'extérieur contre l'Argentine et l'Afrique du Sud, les All Blacks battent le record de victoire de leurs aînés de 1997-1998 et 2013-2014 face à l'Australie à l'Eden Park sur le score de 37-10. Leur série record de 18 victoires d'affilée s'achève rapidement, avec une défaite face à l'Irlande lors de leur second test-match à Chicago le 5 novembre 2016, score final 29-40. Les Blacks sont à cette occasion battus par les Irlandais pour la première fois depuis 111 ans. Après cet accroc, les All Blacks battent l'Italie, l'Irlande à Dublin et la France.
En mai 2017, l'équipe de Nouvelle-Zélande de rugby à XV est récompensée du prix Princesse des Asturies.

#### La fin de l'ère Hansen
Les All Blacks reçoivent en 2017 les Lions britanniques pour une série de trois matches se soldant sur un résultat nul, la Nouvelle-Zélande ayant remporté le premier test 30-15, les Lions le deuxième 24-21  et le troisième test se concluant sur le score de 15 à 15. Cette tournée, seulement la deuxième des Lions en Nouvelle-Zélande depuis le passage dans l'ère professionnelle, est également marquée de plusieurs polémiques. En effet, le coach néo-zélandais des Lions, Warren Gatland est l'auteur de plusieurs déclarations reprochant aux supporters néo-zélandais ainsi qu'à la presse locale leur manque d'humilité et de respect. Le carton rouge sur Sonny Bill Williams lors du second test ainsi qu'une pénalité litigieuse contre les hommes en noir dans les derniers instants du troisième match achèvent cette tournée médiatisée et controversée.
Après une défaite 7 à 19 à Yokohama face à l'Angleterre en demi-finale de la Coupe du Monde 2019 au Japon, les hommes en noir s'imposent 40 à 17 contre le pays de Galles, et prennent la médaille de bronze de la compétition. Ce match est le dernier de Steve Hansen, qui prend sa retraite en même temps que des grands noms des All Blacks tels que Kieran Read et Ben Smith. Ian Foster, adjoint de Hansen depuis 2012 lui succède à la tête de l'équipe.

#### L'ère Ian Foster: des doutes à vice-champions du monde 2023
Ian Foster prend les rênes de l'équipe et s'entoure de John Plumtree (ancien entraîneur des Wellington Hurricanes), Greg Feek et Scott McLeod (ancien joueur des Waikato Chiefs). Son premier match à la tête des All Blacks le 11 octobre 2020 se solde par un match nul contre l'Australie (16-16). Après deux matchs où les All Blacks s'imposent contre les Wallabies (27-7 et 43-5), ils subissent deux défaites d'affilée, d'abord contre les australiens 22-24, puis, pour la première fois de l'histoire des All Blacks, une défaite 15 à 35 contre l'équipe d'Argentine. C'est également la première fois depuis 2011 que les All Blacks s'inclinent deux fois d'affilée. Leur victoire 38-0 contre cette même équipe deux semaines plus tard leur permet tout de même de remporter ce Rugby Championship réduit à trois équipes en l'absence de l'Afrique du Sud en raison de la pandémie de COVID-19 .
L'année 2021 débute par une large victoire 102 à 0 contre les Tonga puis deux victoires consécutives contre les Fidji, 57 à 23 et 60 à 13. Ils remportent ensuite leur premier match de Bledisloe Cup contre l'Australie 33 à 25 puis s'imposent une semaine plus tard 57 à 22. Le troisième match de la coupe est également remporté par les hommes en noir 38 à 21, leur permettant de conserver la Bledisloe une année de plus. Dans le cadre du Rugby Championship 2021, les All Blacks prendront par deux fois l'ascendant sur les Pumas argentins (39-0 puis 36-13). Ils se défont ensuite difficilement de l'Afrique du Sud 19 à 17 dans le 100ème test-match entre les deux nations grâce à une pénalité de dernière minute de Jordie Barrett. L'Afrique du Sud s'impose 31 à 29 lors du match retour, ce qui n'empêche pas les néo-zélandais de remporter le Rugby Championship 2021, leur 18ème et leur second d'affilée après 2020. S'ensuit une tournée des All Blacks dans l'hémisphère nord qui débute avec une large victoire (104-14) face aux États-Unis, puis deux victoires consécutives (54-16 et 47 à 9), d'abord face au Pays de Galles puis face à l'Italie,. Le 13 novembre, la Nouvelle Zélande affronte l'équipe d'Irlande à l'Aviva Stadium de Dublin, et enregistre troisième défaite (20-29) de son histoire face au XV du Trèfle. La semaine suivante, les All Blacks tombent pour la première fois depuis 14 matchs en 12 ans face à l'équipe de France (25-40). Cette défaite conclue une année mitigée, mettant Ian Foster sous pression et le poussant à réorganiser l'équipe encadrante en intégrant Joe Schmidt en tant que sélectionneur indépendant, remplaçant Grant Fox. L'équipe termine l'année à la seconde place du classement World Rugby, derrière l'Afrique du Sud.
Le premier match de l'année 2022 prend place dans le cadre de la tournée néo-zélandaise de l'équipe d'Irlande, match à l'issue duquel les All Blacks s'imposent 42 à 19. Ils perdent en revanche les deux matchs suivants (12-23 et 22-32), concédant ainsi la première défaite à domicile de leur histoire face à l'Irlande. À ce moment-là, les All Blacks sont à la 4e place du classement World Rugby, une première. En août, ils s'inclinent 26 à 10 contre les Springboks lors du premier match du Rugby Championship 2022. Ils s'imposent (35-23) lors du match retour à l'Emirates Airline Park (Ellis Park Stadium) de Johannesburg, avant de perdre pour la seconde fois de leur histoire face aux argentins (25-18), et pour la première fois à domicile. À ce moment-là, l'équipe d'Ian Foster enregistre six défaites en neuf matchs. Ils se rattrapent au match retour en écrasant les Pumas (50-3), puis gagnent in extremis face aux australiens (39-37), dans une fin de match controversée en raison d'une pénalité annulée par l'arbitre Mathieu Raynal, considérant que le buteur australien mettait trop de temps à tirer. Ils s'imposent lors du match retour contre l'Australie (40-14) et remportent leur 19ème Championship. Durant leur tournée de l'hémisphère Nord, ils battent le Japon (38-31), le Pays de Galles (55-23), l'Écosse (31-23), mais concèdent un match nul (25-25) contre le XV de la Rose. Cela conclu leur année 2022 avec leur pire ratio victoire/ défaite depuis 1998, avec 8 victoires, quatre défaites et un nul.

## L'équipe et ses spécificités

### Les «All Blacks»
Si le maillot actuel des All Blacks est entièrement noir avec le logo de l'équipementier Adidas et la fougère d'argent, cela n'a pas toujours été le cas. La tournée de la Nouvelle-Zélande en Australie en 1884 est la première, et le maillot est bien différent. Le maillot est bleu noir, avec une fougère d'or. En 1893, à la première assemblée de la New Zealand Rugby Union, Thomas Ellison propose que les couleurs du maillot de l'équipe nationale soit le noir avec une fougère argentée,,. Cependant des photographies historiques prouvent la présence de shorts blancs entre 1894 et 1896. En 1901, l'équipe rencontre la Nouvelle-Galles du Sud dans une tenue tout en noir. Puis, l'équipe de Nouvelle-Zélande de rugby à XV part en tournée en 1905-1906.
Selon Billy Wallace, un joueur vedette de la tournée 1905-1906 interrogé en 1955, les Néo-Zélandais sont surnommés All Blacks depuis qu'un journaliste britannique du Daily Mail, rédigeant un article à l'occasion de leur première tournée européenne, les qualifie de all backs (tous arrières ou tous trois-quarts) en hommage au jeu de mouvement de leurs avants. Pour le match suivant contre l'équipe de Somerset, c'est All Blacks qui aurait été écrit dans un journal à la suite d'une erreur typographique et le nom se serait propagé parmi les lecteurs du journal et les spectateurs. Pourtant, il semblerait qu'aucun journal anglais de la période 1905-1906 ne contienne une telle erreur typographique, et cette théorie est aujourd'hui généralement rejetée.
L'expression est en fait apparue pour la première fois dans le compte-rendu d'un match de 1905 contre Hartlepool publié dans le Northern Daily Mail, repris par la suite dans l'édition nationale du Daily Mail. L'auteur de l'article est vraisemblablement J. A. Buttery, chroniqueur rugby du Daily Mail sur cette tournée, qui l'a utilisée en référence à la couleur de la tenue des joueurs.
Selon certains journalistes sportifs, les All Blacks sont habillés ainsi tout simplement parce qu'ils portent le deuil de leurs adversaires. En réalité, la couleur noire est un hommage à la culture maorie . Chez les maoris, le noir représente la vie et la fécondité. Le maillot noir des All Blacks est apparu en 1893.
Le nom All Blacks, symbolique de l'équipe, est aujourd'hui une marque déposée et est à ce point confondu à l'équipe qu'elle est l'une des seules équipes de rugby à jouer avec des maillots de la même couleur à domicile et à l'extérieur, à l'exception de quelques rencontres de coupe du monde (en blanc contre l'Écosse en 1995, en gris, toujours contre l'Écosse et contre la France en 2007).

### Le haka

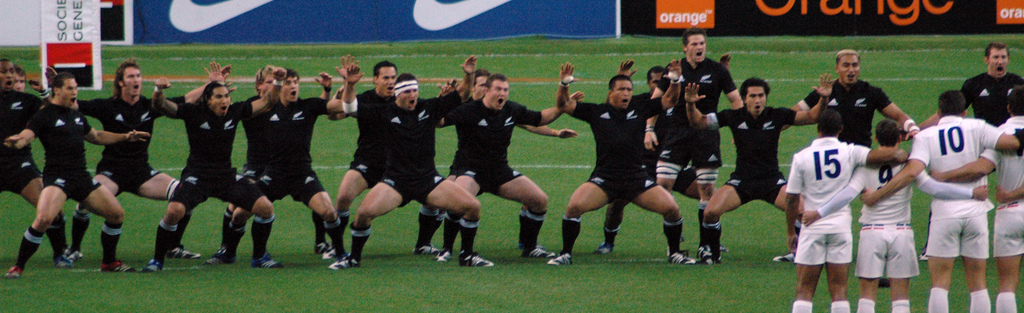
Les All Blacks faisant le haka en novembre 2006 contre la France

Les All Blacks sont surtout connus par leurs tenues en noir (en hommage à la culture maorie), par la renommée de quelques joueurs tels que Jonah Lomu mais aussi par leur chant de guerre : le haka. Avant le début de chaque rencontre, chaque équipe de sport polynésienne ou mélanésienne, dont les Néo-Zélandais (qui sont polynésiens), pratique une danse appelée le haka. Il y a traditionnellement plusieurs types de haka, selon qu’il s’agit d’une cérémonie de salut ou de départ à la guerre. Dans le contexte sportif, le haka permet surtout aux joueurs de se motiver, et de tenter d’impressionner ou de perturber l’adversaire. Depuis la Coupe du monde 1987, le haka, qui n’était pratiqué que pour les matchs à l’extérieur, est aussi exécuté à domicile. Le haka le plus connu et le plus utilisé des All Blacks est le Ka mate.
Tana Umaga a conduit le Kapa o Pango, un haka d’un genre nouveau très impressionnant et guerrier, lors des matchs contre l’Afrique du Sud le samedi 27 août 2005 à Dunedin et l’Angleterre le samedi 19 novembre 2005 à Twickenham. Une polémique est née à cause du caractère agressif de ce haka, en particulier du geste final qui simule un égorgement. Malgré cela il est encore pratiqué, notamment le 8 juillet 2006 contre les Australiens en ouverture du tournoi des Tri-nations ou contre les Français en Coupe du monde.

### Les stades desAll Blacks
Contrairement aux équipes nationales européennes, les All Blacks, comme l'Australie et l'Afrique du Sud, n'ont pas de stade privilégié pour les rencontres à domicile. Ils jouent dans la plupart des grands stades de Nouvelle-Zélande, ce qui permet à la fédération néo-zélandaise de ne pas privilégier une province par rapport aux autres.
En 2005 et 2006, les All Blacks ont ainsi joué aux Eden Park (Auckland), North Harbour Stadium (Albany, près d'Auckland), Westpac Stadium (Wellington), AMI Stadium (Christchurch), Waikato Stadium (Hamilton) et Carisbrook (Dunedin).
Les All Blacks jouent habituellement dans les villes pré-citées, cependant en 1996 ils ont aussi joué au McLean Park de Napier.

## Aspects sportifs

### Résultats des matches desAll Blacks
Ce chapitre donne tout d’abord une vue d’ensemble des résultats obtenus par les All Blacks lors de ses matches contre d’autres sélections nationales. Les performances des All Blacks sont ensuite données pour les deux épreuves principales auxquelles elle participe. On indique pour finir les autres compétitions qui ont la participation d’autres équipes néo-zélandaises.

#### L’équipe nationale la plus performante de l’histoire du rugby
Le tableau suivant dresse le bilan des matches contre tous les adversaires principaux de l'équipe de Nouvelle-Zélande. Les All Blacks sont l’équipe nationale qui compte le plus grand nombre de victoires de l’histoire du rugby. Elle compte plus de victoires que de défaites contre chacun de ses adversaires. Beaucoup de nations ne l'ont jamais battue et ce malgré plus d'un siècle de rencontres : c’est le cas notamment de l’Écosse, l’Italie, le Canada, les Fidji, les Samoa et les Tonga, pour n’en nommer que quelques-unes. Seules huit nations ont réussi cet exploit : l'Australie, l'Afrique du Sud, la France, l'Angleterre, le pays de Galles, la Rhodésie, l'Argentine et l'Irlande.
La plus large victoire de l'équipe est obtenue le 4 juin 1995, lorsqu’elle bat le Japon 145 à 17. A contrario, elle connaît sa plus large défaite le 25 août 2023 contre l’Afrique su Sud sur le score de 7 à 35, soit un écart de 28 points.
| Adversaire                      | Matches | Victoires | Nuls | Défaites | % victoires |
| ------------------------------- | ------- | --------- | ---- | -------- | ----------- |
| Afrique du Sud                  | 102     | 60        | 4    | 38       | 58,82       |
| Angleterre                      | 42      | 33        | 1    | 8        | 78,57       |
| Argentine                       | 32      | 30        | 1    | 1        | 93,75       |
| Australie                       | 173     | 120       | 8    | 45       | 69,36       |
| Barbarians                      | 11      | 8         | 1    | 2        | 72          |
| Canada                          | 5       | 5         | 0    | 0        | 100,0       |
| Écosse                          | 31      | 29        | 2    | 0        | 93,55       |
| États-Unis                      | 4       | 4         | 0    | 0        | 100,0       |
| Fidji                           | 7       | 7         | 0    | 0        | 100,0       |
| France                          | 62      | 48        | 1    | 13       | 77,42       |
| Pays de Galles                  | 36      | 33        | 0    | 3        | 91.66       |
| Géorgie                         | 1       | 1         | 0    | 0        | 100,0       |
| Irlande                         | 36      | 30        | 1    | 5        | 83,33       |
| Italie                          | 15      | 15        | 0    | 0        | 100,0       |
| Japon                           | 3       | 3         | 0    | 0        | 100,0       |
| Lions                           | 41      | 30        | 4    | 7        | 73,17       |
| Namibie                         | 1       | 1         | 0    | 0        | 100,0       |
| Portugal                        | 1       | 1         | 0    | 0        | 100,0       |
| Rhodésie                        | 6       | 4         | 1    | 1        | 66,66       |
| Roumanie                        | 2       | 2         | 0    | 0        | 100,0       |
| Samoa                           | 7       | 7         | 0    | 0        | 100,0       |
| Tonga                           | 6       | 6         | 0    | 0        | 100,0       |
| XV mondial                      | 3       | 2         | 0    | 1        | 66,67       |
| Total contre les 23 adversaires | 627     | 479       | 24   | 124      | 76,40       |

#### Coupe du monde
Le tableau suivant récapitule les performances des All Blacks en Coupe du monde. Les Néo-Zélandais ont remporté trois fois la Coupe du monde et se sont classés huit fois sur neuf dans les quatre premiers.
| Édition | Organisateur                  | Résultat        | Article détaillé         |
| ------- | ----------------------------- | --------------- | ------------------------ |
| 1987    | Nouvelle-Zélande et Australie | 1re             | Nouvelle-Zélande CM 1987 |
| 1991    | Angleterre                    | 3e              | Nouvelle-Zélande CM 1991 |
| 1995    | Afrique du Sud                | 2e              | Nouvelle-Zélande CM 1995 |
| 1999    | Pays de Galles                | 4e              | Nouvelle-Zélande CM 1999 |
| 2003    | Australie                     | 3e              | Nouvelle-Zélande CM 2003 |
| 2007    | France                        | Quart de finale | Nouvelle-Zélande CM 2007 |
| 2011    | Nouvelle-Zélande              | 1re             | Nouvelle-Zélande CM 2011 |
| 2015    | Angleterre                    | 1re             | Nouvelle-Zélande CM 2015 |
| 2019    | Japon                         | 3e              | Nouvelle-Zélande CM 2019 |
| 2023    | France                        | 2e              | Nouvelle-Zélande CM 2023 |

#### Tri-nations

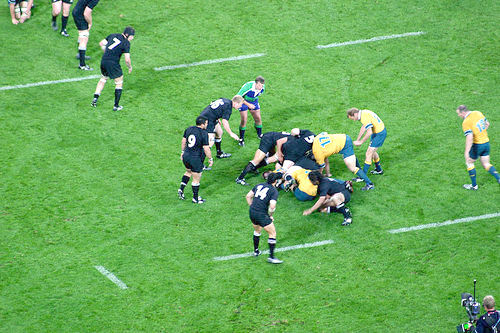
Rencontre All Blacks / Wallabies lors du Tri Nations

Le Tri-nations est un championnat annuel entre les équipes de Nouvelle-Zélande, d’Australie et d’Afrique du Sud, dont la première édition a lieu en 1996. Les All Blacks ont remporté dix des quinze éditions disputées.
Les All Blacks remportent l'ensemble de ses rencontres lors des deux premières éditions, en 1996 et 1997, puis en 2003, 2010, 2012, 2013 et 2016. L'équipe de Nouvelle-Zélande est battue lors de chacune de ses rencontres une seule fois, en 1998. Cette dernière édition est la seule, avec celle de 2004, où elle termine au-delà de la deuxième place.
Le Tri-nations devient le The Rugby Championship en 2012 avec l'arrivée de l'Argentine dans la compétition, c'est l'équipe des All Blacks qui remporte la compétition en remportant tous les matchs. L'équipe des All Blacks remporte également les deux éditions suivantes. Lors de l'édition 2016, les All Blacks réussissent le tour de force de remporter les six matchs avec le bonus offensif, pour un total de 30 points obtenus sur 30 possibles. Les All Blacks conservent leur titre en 2017 après 4 victoires et avant même de disputer leur cinquième match en Argentine.
| Édition | Place | Victoires | Nuls | Défaites |
| ------- | ----- | --------- | ---- | -------- |
| 1996    | 1er   | 4         | 0    | 0        |
| 1997    | 1er   | 4         | 0    | 0        |
| 1998    | 3e    | 0         | 0    | 4        |
| 1999    | 1er   | 3         | 0    | 1        |
| 2000    | 2e    | 2         | 0    | 2        |
| 2001    | 2e    | 2         | 0    | 2        |
| 2002    | 1er   | 3         | 0    | 1        |
| 2003    | 1er   | 4         | 0    | 0        |
| 2004    | 3e    | 2         | 0    | 2        |
| 2005    | 1er   | 3         | 0    | 1        |
| 2006    | 1er   | 5         | 0    | 1        |
| 2007    | 1er   | 3         | 0    | 1        |
| 2008    | 1er   | 4         | 0    | 2        |
| 2009    | 2e    | 3         | 0    | 3        |
| 2010    | 1er   | 6         | 0    | 0        |
| 2011    | 2e    | 2         | 0    | 2        |
| 2012    | 1er   | 6         | 0    | 0        |
| 2013    | 1er   | 6         | 0    | 0        |
| 2014    | 1er   | 4         | 1    | 1        |
| 2015    | 2e    | 2         | 0    | 1        |
| 2016    | 1er   | 6         | 0    | 0        |
| 2017    | 1er   | 6         | 0    | 0        |
| 2018    | 1er   | 5         | 0    | 1        |
| 2019    | 3e    | 1         | 1    | 1        |
| 2020    | 1er   | 2         | 0    | 2        |
| 2021    | 1er   | 5         | 0    | 1        |
| 2022    | 1er   | 4         | 0    | 2        |
| 2023    | 1er   | 3         | 0    | 0        |

#### Autres compétitions
Victoire au Trophée Impérial (Imperial Trophy), compétition inter-armée disputée par les Kiwis sur le sol britannique en 1919. Les Kiwis était le nom d’une équipe de rugby néo-zélandaise composée de militaires stationnés en Grande-Bretagne à la fin du second conflit mondial, et auteurs à cette époque de nombreuses exhibitions sur les sols britannique et français. Kiwis est également le nom donné à l’équipe nationale civile avant 1906, après cette date l’équipe prend le nom de All Blacks.
Les Néo-Zélandais ont gagné le Trophée Dave Gallaher (rencontre France-Nouvelle-Zélande) depuis sa création le 11 novembre 2000 au Stade de France.
En 2006, les Junior All Blacks remportent l’IRB Pacific 5 Nations.
La Churchill Cup est disputée par l’équipe des Māori de Nouvelle-Zélande qui a remporté l’épreuve en 2004 et 2006. Cette équipe joue habituellement contre des équipes nationales qui sont en tournée en Nouvelle-Zélande. Elle participe aussi à la Churchill Cup mais n’a pas le droit de disputer d’autres compétitions où elle serait en concurrence avec les All Blacks. Pour faire partie de cette équipe un joueur doit être d’origine māori.

### Joueurs et entraîneurs

#### Joueurs emblématiques
Tout au long de son histoire, les All Blacks ont compté un très grand nombre de joueurs d’exception. Il n’est pas possible de les citer tous ici, on se reportera à Catégorie:Joueur néo-zélandais de rugby à XV pour en avoir une liste plus complète. Les noms des joueurs les plus marquants sont donnés dans les chapitres suivants.
La liste suivante est limitée à des joueurs qui ont au moins 60 sélections en équipe de Nouvelle-Zélande plus quelques personnalités marquantes (capitaines des All Blacks, membres du Temple international de la renommée du rugby, joueurs comptant moins de sélections mais ayant évolué à une époque où il y avait moins de matchs internationaux).
| - Beauden Barrett - Jordie Barrett - Scott Barrett - Mike Brewer - Robin Brooke - Zinzan Brooke - Olo Brown - Maurice Brownlie - Frank Bunce - Sam Cane - Dan Carter - Don Clarke - Ian Clarke - Dane Coles - Wyatt Crockett - Christian Cullen - Israel Dagg - Craig Dowd - Sean Fitzpatrick - Grant Fox - Owen Franks | - Sid Going - Andy Haden - Andrew Hore - Doug Howlett - Rieko Ioane - Chris Jack - Ian Jones - Michael Jones - Jerome Kaino - Ian Kirkpatrick - John Kirwan - Gary Knight - Anton Lienert-Brown - Walter Little - Brian Lochore - Richard Loe - Jonah Lomu - Justin Marshall - Richie McCaw - Steve McDowall - Colin Meads | - Keven Mealamu - Andrew Mehrtens - Murray Mexted - Graham Mourie - Mils Muliaina - Ma'a Nonu - Tane Norton - Anton Oliver - TJ Perenara - Taine Randell - Kieran Read - Brodie Retallick - Brice Robertson - Joe Rokocoko - Ardie Savea - Mark Shaw - Kevin Skinner - Aaron Smith - Ben Smith - Conrad Smith | - Rodney So'oialo - Greg Somerville - Alan Sutherland - Codie Taylor - Brad Thorn - Kel Tremain - Ofa Tu'ungafasi - Tana Umaga - Piri Weepu - Alan Whetton - Gary Whetton - Wilson Whineray - Sam Whitelock - Alex Williams - Bryan Williams - Jeff Wilson - Stuart Wilson - Terry Wright - Tony Woodcock - Dennis Young |

| Joueur           | Période   | Poste                         | Capes     | Essais | Points | Tournois                                         | Distinctions |
| ---------------- | --------- | ----------------------------- | --------- | ------ | ------ | ------------------------------------------------ | --- |
| Fred Allen       | 1946-1949 | Centre                        | 21 (21)   | 7      | 21     |                                                  | Rugby Hall of fame |
| Zinzan Brooke    | 1987-1997 | Numéro 8                      | 100 (5)   | 42     | 195    | CM 1987, 1991, 1995                              | Joueur néo-zélandais de l’année 1994 |
| Daniel Carter    | 2003-2015 | demi d’ouverture              | 112 (0)   | 29     | 1598   | TN 2003-en cours                                 | Joueur de l’année IRB 2005 , 2012 et 2015 Record de points/match de l’équipe Record de points au Tri Nations Meilleur réalisateur de l'histoire du rugby mondial |
| Don Clarke       | 1956-1964 | arrière                       | 89 (0)    | 8      | 781    |                                                  | Rugby Hall of fame Record de points de l’équipe en son temps |
| Christian Cullen | 1996-2002 | arrière trois-quarts          | 60 (0)    | 52     | 266    | TN 1996-2002                                     | Record d’essais de l’équipe (test-matchs) Record d’essais du Tri Nations                                                                                         |
| Sean Fitzpatrick | 1986-1997 | talonneur                     | 128 (62)  | 20     | 90     | CM 1987, 1991, 1995                              | Rugby Hall of fame |
| Grant Fox        | 1985-1993 | demi d’ouverture              | 78 (1)    | 2      | 1067   | CM 1987                                          | Rugby Hall of fame Record de points (test-matchs) en son temps                                                                                                   |
| Dave Gallaher    | 1903-1906 | demi d’ouverture ailier droit | 36 (27)   | 4      | 14     |                                                  | Rugby Hall of fame En son honneur : Trophée Dave Gallaher |
| Doug Howlett     | 2000-2007 | ailier droit                  | 62 (0)    | 49     | 245    | CM 2003, 2007 TN 2000-2007                       | Actuel meilleur marqueur d'essais de l'histoire des All Blacks                                                                                                   |
| Michael Jones    | 1987-1998 | 3e ligne aile 3e ligne centre | 74 (0)    | 16     | 69     | CM 1987, 1991 TN 1996-1998                       | Rugby Hall of fame |
| Ian Kirkpatrick  | 1967-1977 | 3e ligne aile                 | 113 (43)  | 50     | 180    |                                                  | Rugby Hall of fame |
| John Kirwan      | 1984-1994 | ailier                        | 96 (0)    | 67     | 275    | CM 1987, 1991                                    | Rugby Hall of fame Record d’essais de l’équipe (test-matchs) en son temps                                                                                        |
| Josh Kronfeld    | 1995-2000 | flanker                       | 56 (0)    | 16     | 80     |                                                  | |
| Brian Lochore    | 1964-1971 | Numéro 8 2e ligne             | 68 (46)   | 7      | 21     |                                                  | Rugby Hall of fame |
| Jonah Lomu       | 1994-2002 | ailier                        | 73 (0)    | 43     | 215    | CM 1995, 1999 TN 1996-2006                       | Rugby Hall of fame Record d’essais en coupe du monde |
| Richie McCaw     | 2001-2015 | flanker                       | 145 (111) | 27     | 135    | CM 2003, 2007, 2011, 2015 TN 2002-2015 sauf 2004 | Joueur de l’année IRB 2006, 2009, 2010 |
| Justin Marshall  | 1995-2005 | Demi de mêlée                 | 88 (5)    | 28     | 140    | CM 1999, 2003 TN 1996-2004                       | Demi de mêlée le plus capé de l’histoire des All Blacks |
| Colin Meads      | 1957-1971 | 2e ligne Numéro 8             | 133 (11)  | 28     | 86     |                                                  | Rugby Hall of fame |
| Andrew Mehrtens  | 1995-2004 | demi d’ouverture              | 72 (0)    | 7      | 994    | CM 1995, 1999 TN 1996-2004 sauf 1997 et 2003     | Record de points au Tri Nations de l'époque dépassé par Daniel Carter Record du nombre de points de l’équipe (test-matches)                                      |
| Graham Mourie    | 1976-1982 | Troisième ligne aile          | 61 (57)   | 16     | 64     |                                                  | Rugby Hall of fame |
| George Nepia     | 1924-1930 | arrière                       | 46 (0)    | 1      | 99     |                                                  | Rugby Hall of fame |
| Carlos Spencer   | 1995-2004 | Demi d’ouverture              | 44 (0)    | 16     | 383    | CM 2003 TN 1997, 1998, 2003, 2004                | 4e réalisateur de l’histoire des All Blacks |
| Gary Whetton     | 1981-1991 | Deuxième ligne                | 101 (28)  | 9      | 36     | CM 1987                                          | Un des joueurs les plus capés de l’histoire des All Blacks |
| Wilson Whineray  | 1957-1965 | pilier                        | 77 (67)   | 7      | 24     |                                                  | Rugby Hall of fame Temple de la renommée IRB |

### Effectif actuel
Le 4 août, la Nouvelle-Zélande a nommé une équipe de 36 joueurs pour le  The Rugby Championship 2025.

#### Les avants
| Nom                      | Naissance                | Sélections (Pts marqués) | Super Rugby    | ITM Cup       | Année de 1re sélection |
| Talonneurs               | Talonneurs               | Talonneurs               | Talonneurs     | Talonneurs    | Talonneurs             |
| ------------------------ | ------------------------ | ------------------------ | -------------- | ------------- | ---------------------- |
| Brodie McAlister         | 17 juin 1997             | 1 (0)                    | Chiefs         | Canterbury    | 2025                   |
| Samisoni Taukei'aho      | 8 août 1997              | 34 (60)                  | Chiefs         | Waikato       | 2021                   |
| Codie Taylor             | 31 mars 1991             | 99 (110)                 | Crusaders      | Canterbury    | 2015                   |
| Piliers                  |                          |                          |                |               |                        |
| Ethan de Groot           | 22 juillet 1998          | 33 (20)                  | Highlanders    | Southland     | 2021                   |
| Tyrel Lomax              | 16 mars 1996             | 45 (0)                   | Hurricanes     | Auckland      | 2018                   |
| Fletcher Newell          | 1er mars 2000            | 26 (5)                   | Crusaders      | Canterbury    | 2022                   |
| Pasilio Tosi             | 18 juillet 1998          | 10 (5)                   | Hurricanes     | Bay of Plenty | 2024                   |
| Ollie Norris             | 11 décembre 1999         | 3 (0)                    | Chiefs         | Waikato       | 2025                   |
| Tamaiti Williams         | 10 août 2000             | 18 (15)                  | Crusaders      | Canterbury    | 2023                   |
| Deuxièmes lignes         |                          |                          |                |               |                        |
| Scott Barrett            | 20 novembre 1993         | 82 (35)                  | Crusaders      | Taranaki      | 2016                   |
| Fabian Holland           | 9 octobre 2002           | 4 (0)                    | Highlanders    | Otago         | 2025                   |
| Patrick Tuipulotu        | 23 janvier 1993 (31 ans) | 54 (35)                  | Blues          | Auckland      | 2014                   |
| Tupou Vaa'i              | 27 janvier 2000          | 41 (25)                  | Chiefs         | Taranaki      | 2020                   |
| Troisièmes lignes aile   |                          |                          |                |               |                        |
| Samipeni Finau           | 19 mai 1999              | 12 (10)                  | Chiefs         | Waikato       | 2023                   |
| Luke Jacobson            | 20 avril 1997            | 24 (25)                  | Chiefs         | Waikato       | 2020                   |
| Du'Plessis Kirifi        | 3 mars 1997              | 4 (5)                    | Hurricanes     | Wellington    | 2025                   |
| Peter Lakai              | 4 mars 2003              | 3 (5)                    | Hurricanes     | Wellington    | 2024                   |
| Simon Parker             | 6 mai 2000               | 0 (0)                    | Chiefs         | Waikato       | -                      |
| Troisièmes lignes centre |                          |                          |                |               |                        |
| Ardie Savea              | 14 octobre 1993          | 98 (155)                 | Moana Pasifika | Wellington    | 2016                   |
| Wallace Sititi           | 7 septembre 2002         | 10 (0)                   | Chiefs         | North Harbour | 2024                   |

#### Les arrières
| Nom                  | Naissance         | Sélections (Pts marqués) | Super Rugby    | ITM Cup          | Année de 1re sélection |
| Demis de mêlée       | Demis de mêlée    | Demis de mêlée           | Demis de mêlée | Demis de mêlée   | Demis de mêlée         |
| -------------------- | ----------------- | ------------------------ | -------------- | ---------------- | ---------------------- |
| Finlay Christie      | 19 septembre 1995 | 24 (5)                   | Blues          | Tasman           | 2020                   |
| Cortez Ratima        | 22 mars 2001      | 15 (10)                  | Chiefs         | Waikato          | 2024                   |
| Cam Roigard          | 16 novembre 2000  | 12 (40)                  | Hurricanes     | Counties Manukau | 2023                   |
| Demis d'ouverture    |                   |                          |                |                  |                        |
| Beauden Barrett      | 27 mai 1991       | 137 (800)                | Blues          | Taranaki         | 2012                   |
| Damian McKenzie      | 20 avril 1995     | 65 (320)                 | Blues          | Waikato          | 2016                   |
| Centres              |                   |                          |                |                  |                        |
| Jordie Barrett       | 17 février 1997   | 72 (304)                 | Hurricanes     | Taranaki         | 2017                   |
| Rieko Ioane          | 18 mars 1997      | 84 (190)                 | Blues          | Auckland         | 2016                   |
| Anton Lienert-Brown  | 15 avril 1995     | 85 (80)                  | Chiefs         | Waikato          | 2016                   |
| Billy Proctor        | 14 mai 1999       | 5 (10)                   | Hurricanes     | Wellington       | 2024                   |
| Quinn Tupaea         | 10 mai 1999       | 16 (10)                  | Chiefs         | Waikato          | 2021                   |
| Ailiers              |                   |                          |                |                  |                        |
| Caleb Clarke         | 29 mars 1999      | 29 (65)                  | Blues          | Auckland         | 2020                   |
| Will Jordan          | 24 février 1998   | 45 (210)                 | Crusaders      | Tasman           | 2020                   |
| Sevu Reece           | 13 février 1997   | 35 (100)                 | Crusaders      | Southland        | 2019                   |
| Timoci Tavatavanawai | 14 février 1997   | 2 (0)                    | Highlanders    | Tasman           | 2025                   |
| Arrières             |                   |                          |                |                  |                        |
| Ruben Love           | 28 avril 2001     | 2 (10)                   | Hurricanes     | Wellington       | 2024                   |

#### Statistiques et records personnels
Les listes suivantes donnent quelques statistiques significatives concernant les joueurs néo-zélandais. Les noms en gras indiquent les joueurs qui sont encore en activité. Pour chaque joueur, on distingue l’ensemble des matchs joués et les test-matchs, ces derniers n’étant disputés qu’entre sélections nationales. La différence correspond à des matchs joués par les All Blacks contre des équipes de clubs ou des sélections régionales.

#### Record desélections
| #  | Joueur           | Parcours en équipe nationale | Nombre de sélections |
| -- | ---------------- | ---------------------------- | -------------------- |
| 1  | Sam Whitelock    | 2010-2023                    | 153                  |
| 2  | Richie McCaw     | 2001-2015                    | 148                  |
| 3  | Beauden Barrett  | 2012-                        | 137                  |
| 4  | Keven Mealamu    | 2002-2015                    | 132                  |
| 5  | Kieran Read      | 2008-2019                    | 127                  |
| 6  | Aaron Smith      | 2012-2023                    | 125                  |
| 7  | Tony Woodcock    | 2002-2015                    | 118                  |
| 8  | Dan Carter       | 2003-2015                    | 112                  |
| 9  | Brodie Retallick | 2012-2023                    | 109                  |
| 10 | Owen Franks      | 2009-2019                    | 108                  |

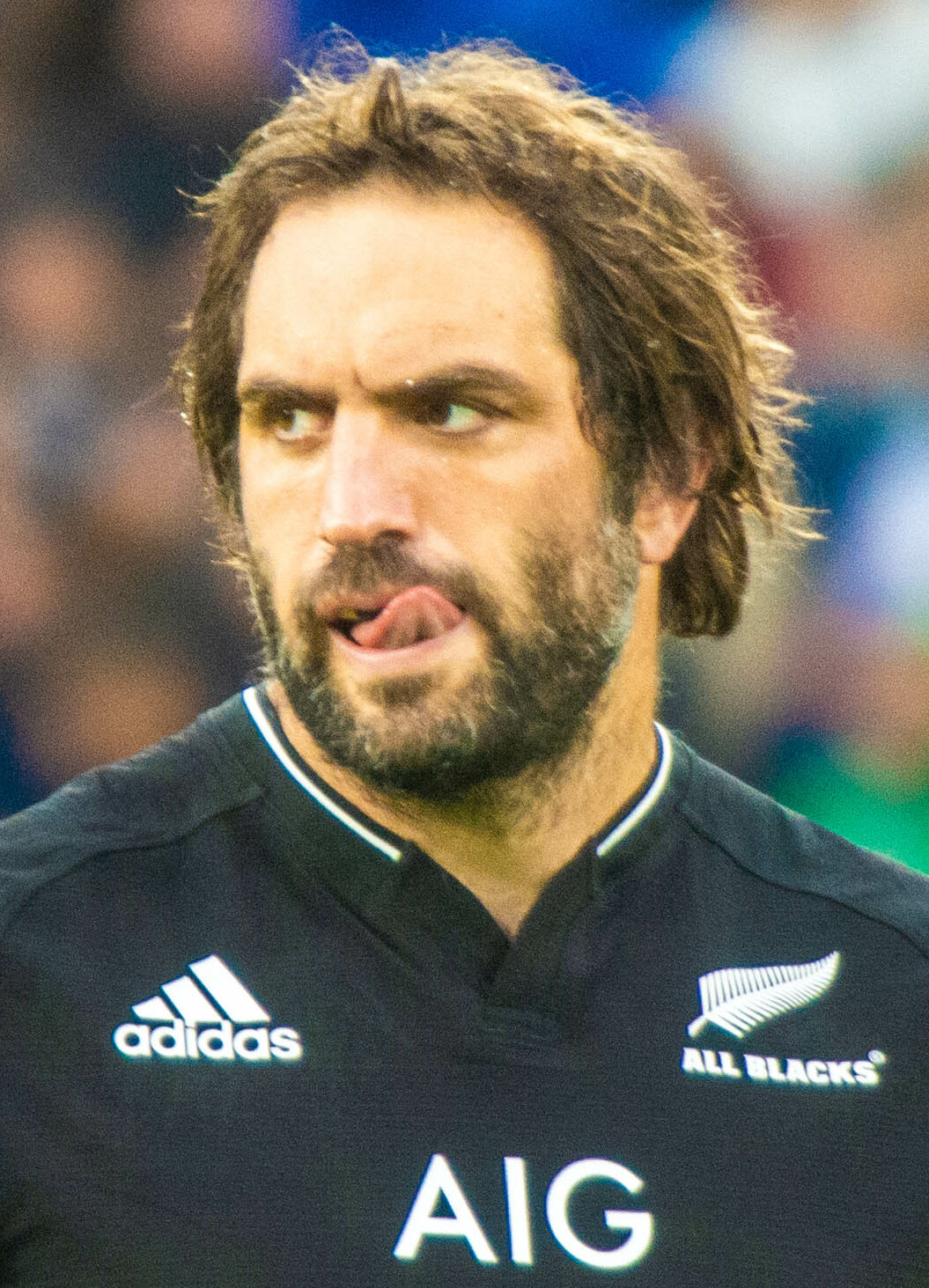
Sam Whitelock en 2021.

- Record de matchs avec les All Blacks, sélections non officielles incluses[138] :
  - 151 : Sam Whitelock (153 tests)
  - 149 : Richie McCaw (148 tests, 1 match)
  - 138 : Beauden Barrett (137 tests, 1 match)
  - 133 : 
    - Colin Meads (55 tests, 78 matchs) et Keven Mealamu (132 tests, 1 match)

  - 128 : Sean Fitzpatrick (92 tests, 36 matchs), Kieran Read (127 tests, 1 match)
  - 123 : Aaron Smith (125 tests)

#### Record de points

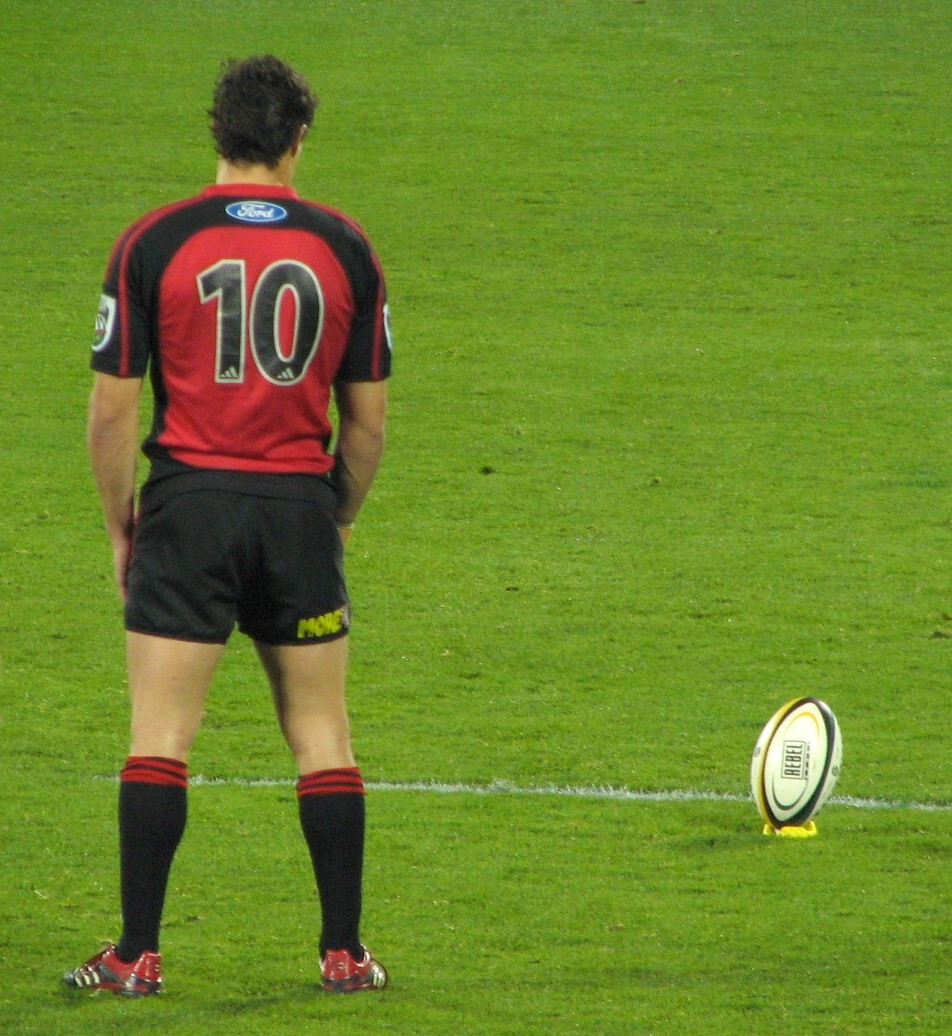
Daniel Carter lors d’une tentative de transformation.

| #  | Joueur          | Parcours en équipe nationale | Points |
| -- | --------------- | ---------------------------- | ------ |
| 1  | Dan Carter      | 2003-2015                    | 1598   |
| 2  | Andrew Mehrtens | 1995-2004                    | 967    |
| 3  | Beauden Barrett | 2012-                        | 800    |
| 4  | Grant Fox       | 1985-1993                    | 645    |
| 5  | Richie Mo'unga  | 2018-2023                    | 464    |
| 6  | Aaron Cruden    | 2010-2017                    | 322    |
| 7  | Damian McKenzie | 2016-                        | 320    |
| 8  | Jordie Barrett  | 2017-                        | 304    |
| 9  | Carlos Spencer  | 1997-2004                    | 291    |
| 10 | Doug Howlett    | 2000-2007                    | 245    |

#### Record d'essais
| #  | Joueur           | Parcours en équipe nationale | Essais |
| -- | ---------------- | ---------------------------- | ------ |
| 1  | Doug Howlett     | 2000-2007                    | 49     |
| 2  | Christian Cullen | 1996-2002                    | 46     |
| 2  | Joe Rokocoko     | 2003-2010                    | 46     |
| 2  | Julian Savea     | 2012-2017                    | 46     |
| 5  | Beauden Barrett  | 2012-                        | 45     |
| 6  | Jeff Wilson      | 1993-2001                    | 44     |
| 7  | Will Jordan      | 2020-                        | 42     |
| 8  | Ben Smith        | 2009-2019                    | 39     |
| 9  | Rieko Ioane      | 2016-                        | 38     |
| 10 | Jonah Lomu       | 1994-2002                    | 37     |

#### Statistiques et records d'équipe
- Le 6 octobre 2019 les Blacks établissent un nouveau record du nombre de victoires successives en coupe du monde (17 victoires).
- Le 1er octobre 2016, les Blacks s'imposent 36-10 contre l'Australie et battent ainsi le record du nombre de victoires d'affilée (18 victoires).

#### Entraîneurs desAll Blacks
Après avoir été capitaine des All Blacks, Brian Lochore devient leur entraîneur en 1983 et après une courte interruption les prend en charge jusqu’à la coupe du monde victorieuse de 1987.
Alex Wyllie lui succède de 1988 à la coupe du monde 1991. À la suite des mauvais résultats des All Blacks pendant cette coupe du monde 1991, il est remplacé par Laurie Mains de 1992 à 1995. L’échec des All Blacks à la coupe du monde 1995 entraîne un nouveau changement d’entraîneur. John Hart, entraîneur en chef lors d'une tournée au Japon en 1988, candidat au poste, battu par Alex Wyllie en 1988 et Laurie Mains en 1992, est enfin officialisé au poste de responsable des All Blacks de 1995 à 1999. Après l'échec en demi-finale face aux Français lors de la coupe du monde 1999, il doit quitter son poste, malgré un bilan de 31 victoires, neuf défaites et un nul en 41 rencontres, trois victoires dans le Tri nations et le fait d'être le premier entraîneur d'une équipe néo-zélandaise à remporter une série de tests en Afrique du Sud. Sous sa direction, les All Blacks ont disputé 42 matchs, 32 victoires contre neuf défaites et un nul.

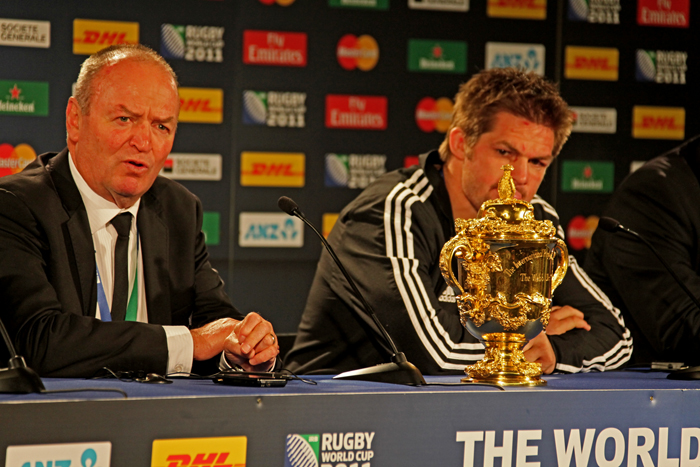
Henry et McCaw, avec le trophée de la Coupe du monde 2011

Les résultats moyens des Néo-Zélandais et leur échec lors de la coupe du monde 2003 ont conduit à de fréquents changements d’entraîneurs : Wayne Smith est en fonction de 2000 à 2001, puis John Mitchell d'octobre 2001 à 2003, vainqueur de deux Tri nations, victime d'un échec en Coupe du monde.
Une certaine stabilité semble être obtenue à ce poste d’entraîneur puisque Graham Henry occupe le poste 2003 à 2011. Il a la redoutable tâche de préparer les All Blacks pour la coupe du monde 2007. Il est reconduit dans son poste en décembre 2007, malgré la défaite des All Blacks en quart de finale de cette compétition face à la France et mena les All Blacks vers leur second titre national lors de la coupe du monde 2011 toujours contre à la France. Son bilan à la tête de l'équipe de Nouvelle-Zélande est de 88 victoires et 15 défaites en 103 matches. Avec la Coupe du monde, il compte également cinq victoires dans le Tri nations, et une série victorieuse, trois à zéro, face aux Lions. Après ce titre, Steve Hansen, adjoint de Graham Henry, lui succède. Sous sa direction, la Nouvelle-Zélande remporte les trois premières éditions du Rugby Championship puis termine deuxième de l'édition 2015. Le bilan lors de ces quatre éditions est de dix-huit victoires, deux défaites et un nul. la Nouvelle-Zélande conserve ensuite son titre mondial en coupe du monde 2015.
| Name            | Années      | Matchs | Victoires | Nuls | Défaites | % de victoire |
| --------------- | ----------- | ------ | --------- | ---- | -------- | ------------- |
| Alex McDonald   | 1949        | 4      | 0         | 4    | 0        | 0.00%         |
| Tom Morrison    | 1950, 55–56 | 12     | 8         | 3    | 1        | 66.7%         |
| Len Clode       | 1951        | 3      | 3         | 0    | 0        | 100%          |
| Arthur Marslin  | 1953–1954   | 5      | 3         | 2    | 0        | 60.0%         |
| Dick Everest    | 1957        | 2      | 2         | 0    | 0        | 100%          |
| Jack Sullivan   | 1958–1960   | 11     | 6         | 4    | 1        | 54.5%         |
| Neil McPhail    | 1961–1965   | 20     | 16        | 2    | 2        | 80.0%         |
| Ronald Bush     | 1962        | 2      | 2         | 0    | 0        | 100%          |
| Fred Allen      | 1966–1968   | 14     | 14        | 0    | 0        | 100%          |
| Ivan Vodanovich | 1969–1971   | 10     | 4         | 5    | 1        | 40.0%         |
| Bob Duff        | 1972–1973   | 8      | 6         | 1    | 1        | 75.0%         |
| JJ Stewart      | 1974–1976   | 11     | 6         | 4    | 1        | 54.5%         |
| Jack Gleeson    | 1977–1978   | 13     | 10        | 3    | 0        | 76.9%         |
| Eric Watson     | 1979–1980   | 9      | 5         | 4    | 0        | 55.6%         |
| Peter Burke     | 1981–1982   | 11     | 9         | 2    | 0        | 81.8%         |
| Bryce Rope      | 1983–1984   | 12     | 9         | 2    | 1        | 75.0%         |
| Brian Lochore   | 1985–1987   | 18     | 14        | 3    | 1        | 77.8%         |
| Alex Wyllie     | 1988–1991   | 29     | 25        | 3    | 1        | 86.2%         |
| Laurie Mains    | 1992–1995   | 34     | 23        | 10   | 1        | 67.6%         |
| John Hart       | 1996–1999   | 41     | 31        | 9    | 1        | 75.6%         |
| Wayne Smith     | 2000–2001   | 17     | 12        | 5    | 0        | 70.6%         |
| John Mitchell   | 2002–2003   | 28     | 23        | 4    | 1        | 82.1%         |
| Graham Henry    | 2004–2011   | 103    | 88        | 15   | 0        | 85.4%         |
| Steve Hansen    | 2012–2019   | 107    | 93        | 10   | 4        | 86.9%         |
| Ian Foster      | 2020–2023   | 46     | 32        | 12   | 2        | 69.5%         |
| Scott Robertson | 2024–       |        |           |      |          |               |

## Aspects socio-économiques

### Popularité du rugby à XV en Nouvelle-Zélande et ses conséquences
Le rugby à XV est le sport le plus populaire en Nouvelle-Zélande, celui qui est pratiqué de préférence par les sportifs les plus talentueux du pays et celui qui attire le plus de spectateurs. Depuis les premiers succès de l’équipe néo-zélandaise à la fin des années 1880, le rugby à XV a permis à la Nouvelle-Zélande d’être mieux connue sur le plan international et, avec les succès des All Blacks au début des années 1900, d’être reconnue comme une grande nation de sport. Depuis maintenant près de cent ans les Néo-Zélandais sont fiers à juste titre des performances de leur équipe de rugby à XV, les All Blacks sont connus dans le monde entier, même par des non spécialistes du rugby, et ils sont généralement désignés chaque année comme les meilleurs joueurs de rugby au monde.
La Nouvelle-Zélande a compté des succès sportifs dans des domaines autres que le rugby à XV, par exemple en athlétisme avec des coureurs comme Peter Snell ou en yachting grâce à ses victoires dans la Coupe de l’America en 1995 et 2000, mais c’est de loin le rugby à XV qui lui a procuré le plus grand nombre de succès et une plus grande visibilité dans le monde. Le rugby à XV étant resté un sport amateur jusqu’en 1995, les joueurs n’ont pas pu bénéficier pendant longtemps de leurs performances et valoriser leur talent en Nouvelle-Zélande ou à l’étranger. Cette situation a changé avec l’avènement du professionnalisme en 1995, de nombreux joueurs néo-zélandais se sont expatriés en Europe ou au Japon pour avoir des contrats plus lucratifs que dans leur pays. Plusieurs joueurs All Blacks renommés sont venus jouer en Angleterre, en France, en Irlande, au pays de Galles ou en Italie. C’est le cas par exemple de Zinzan Brooke (Angleterre), Christian Cullen (Irlande et France), John Kirwan (Italie et Japon), Jonah Lomu (Pays de Galles et France), Justin Marshall (Angleterre et France), Andrew Mehrtens (Angleterre et France) et Tana Umaga (Toulon-France).

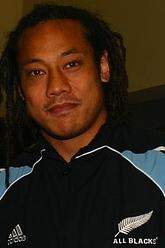
Tana Umaga.

À l’inverse, la possibilité pour les meilleurs joueurs des îles voisines du Pacifique d’effectuer une carrière de joueur bien rémunérée en Nouvelle-Zélande a attiré de nombreux joueurs d’origine samoane, fidjienne ou tongienne vers les clubs ou franchises néo-zélandaises et donnant ainsi la possibilité aux All Blacks de se renforcer en puisant largement dans ce vivier. Parmi les joueurs les plus célèbres qui sont venus renforcer les All Blacks, on peut citer le Samoan Tana Umaga et Sitiveni Sivivatu qui est d’origine fidjienne. Cette perte de très bons joueurs, qui ont fait le choix de défendre les couleurs des All Blacks, est un problème difficile à résoudre pour les îles du Pacifique qui ne peuvent pas aligner leur meilleure équipe lors des grandes compétitions internationales comme la Coupe du monde. Pour espérer arrêter ou limiter cette perte de bons joueurs vers la Nouvelle-Zélande, il faudrait que les îles du Pacifique aient une ou deux équipes professionnelles engagées dans le Super 14, mais cette possibilité leur est pour l’instant refusée.

### Couverture télévisuelle et revenus
La création du SANZAR et la notoriété acquise par le Rugby Championship et le Super Rugby a attiré plus de sponsors dans le rugby, ce qui a profité aux meilleurs joueurs qui ont pu avoir de meilleurs contrats aussi en Nouvelle-Zélande. Le contrat actuel qui lie pour cinq ans SANZAR et une grande chaîne de télévision pour la retransmission des matchs est de 323 millions de dollars US pour cinq ans.
Les matchs du Rugby Championship et du Super Rugby sont retransmis dans le monde entier, ce qui représente des gains financiers intéressants pour les clubs et la fédération néo-zélandaise. Les All Blacks disputent chaque année six matches de Rugby Championship, auxquels il faut ajouter des test-matchs contre des équipes européennes (trois matchs en été et trois ou quatre matchs en novembre) et tous les quatre ans les matchs de la coupe du monde. Les clubs ou provinces disputent des compétitions nationales et cinq franchises de Nouvelle-Zélande participent chaque année au Super Rugby qui met aux prises des équipes de Nouvelle-Zélande, d’Australie et d’Afrique du Sud, d'Argentine et du Japon.
Les droits de retransmission télévisuelle du Rugby Championship et du Super Rugby, et la visualisation de marques sur les panneaux publicitaires dans les stades représentent des sources de revenu importantes pour l’économie néo-zélandaise, on peut ajouter aussi la vente de maillots All Blacks, l’un des maillots de sport les plus connus au monde.

### Régime cétogène
Depuis au moins 2015 et encore en 2025, les All Blacks suivent un régime cétogène : Nic Gill responsable de leur préparation physique depuis 2007 est aussi professeur et chercheur en sciences du sport à l’université technologique d'Auckland. Le menu est adapté au calendrier des compétitions et laisse une part minime aux sucre en amont des matchs.